# Anna J. Harrison
Anna Jane Harrison (23. prosince 1912 Benton City – 8. srpna 1998 Holyoke) byla americká organická chemička, téměř čtyřicet let působila na Mount Holyoke College, kde byla profesorkou chemie. Byla první prezidentkou Americké chemické společnosti a nositelkou dvaceti čestných titulů. Byla celostátně známá pro svou pedagogickou činnost a na národní i mezinárodní úrovni byla aktivní podporovatelkou žen ve vědě.

## Biografie
Anna Jane Harrison se narodila 23. prosince 1912 v Benton City ve státě Missouri do farmářské rodiny. Otec zemřel, když jí bylo sedm let a matka tak vedla rodinnou farmu a starala se o Annu a jejího staršího bratra. Harrison se začala o vědu zajímat během studia na střední škole. Na University of Missouri v Columbii získala v roce 1933 bakalářský titul z chemie a o dva roky později z pedagogiky, v roce 1937 magisterský titul z chemie a v roce 1940 doktorát z fyzikální chemie.
Během magisterského studia učila v jednotřídní venkovské škole v okrese Audrain ve státě Missouri, kam sama chodila jako dítě do školy. V letech 1940–1945 vyučovala chemii na Sophie Newcomb College v New Orleans.
Během druhé světové války prováděla v roce 1942 tajný válečný výzkum na University of Missouri. V roce 1944 se zabývala zkoumáním toxického kouře pro Národní výbor pro obranný výzkum a společnosti A. J. Griner Co. a Corning Glass Works. Tento výzkum vedl k vytvoření polních souprav pro detekci kouře pro americkou armádu a obdržela za něj cenu Franka Forresta.

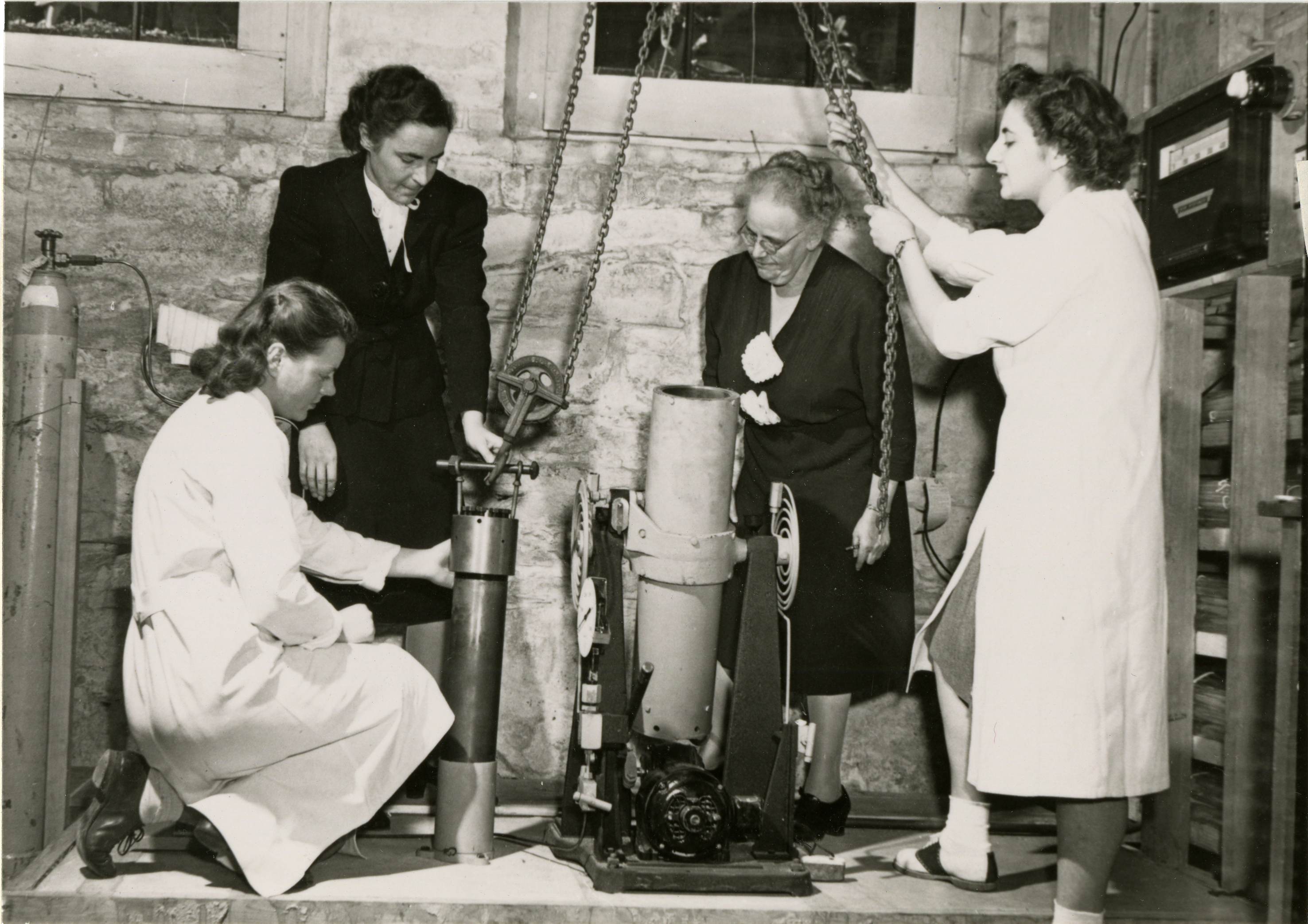
Kathleen Zier, Anna Jane Harrison, Mary Sherrill a Marie Mercury, cca 1947.

V roce 1945 nastoupila na katedru chemie na Mount Holyoke College jako odborná asistentka. V roce 1950 se stala řádnou profesorkou katedry a v letech 1960–1966 zastávala funkci vedoucí katedry. V roce 1979 odešla do důchodu a poté vyučovala na Námořní akademii USA v Annapolisu ve státě Maryland.
K určení molekulární struktury organických sloučenin používala spektroskopii a ke studiu chemických reakcí používala také techniku zvanou blesková fotolýza.
V letech 1972–1978 byla členkou Národní vědecké rady USA, která radí prezidentovi a Kongresu v oblasti vědy, a v roce 1978 se stala první ženou v čele Americké chemické společnosti. V roce 1983 byla také prezidentkou Americké asociace pro rozvoj vědy.
Jako pedagožka a vědecká pracovnice spolupracovala s mnoha vědeckými organizacemi v USA a zastupovala je při cestách do Indie, Antarktidy, Japonska, Španělska a Thajska. Publikovala články v Journal of the American Chemical Society, Chemical & Engineering News a Encyclopædia Britannica. Podporovala zvýšení financování přírodovědného vzdělávání ze strany státních a federálních úřadů a integraci žen ve vědě.
Zemřela v Holyoke ve státě Massachusetts ve věku pětaosmdesáti let na následky mozkové mrtvice.